# SLC2A4RG
SLC2A4RG‏ (SLC2A4 regulator) هوَ بروتين يُشَفر بواسطة جين SLC2A4RG في الإنسان.